# 347-й истребительный авиационный полк
347-й истребительный авиационный Радомский Краснознамённый полк (347-й иап) — воинская часть Военно-Воздушных сил (ВВС) Вооружённых Сил РККА, принимавшая участие в боевых действиях Великой Отечественной войны.

## Наименования полка
- 133-й «А» истребительный авиационный полк;
- 347-й истребительный авиационный полк;
- 347-й истребительный авиационный Радомский полк;
- 347-й истребительный авиационный Радомский Краснознамённый полк;
- Полевая почта 26383.

## Создание полка
347-й истребительный авиационный полк сформирован 25 июля 1941 года в Закавказском военном округе на аэродроме Зугдиди на базе 133-го иап как 133-й «А» истребительный авиационный полк на самолётах И-153. Наименование 347-й истребительный авиационный полк получил 15 августа 1941 года.

## Расформирование полка
347-й Радомский Краснознамённый истребительный авиационный полк расформирован 30 августа 1960 года при 175-й иад Прибалтийского военного округа на аэродроме Кармелава на основании Закона «О новом значительном сокращении ВС СССР» от 15.01.1960 г.

## В действующей армии
В составе действующей армии:
- с 9 декабря 1941 года по 15 ноября 1942 года,
- с 8 мая 1943 года по 15 января 1944 года,
- с 7 июля 1944 года по 7 сентября 1944 года,
- с 25 ноября 1944 года по 9 мая 1945 года.

## Командиры полка
| Звание                       | Имя                           | Период                  | Примечание |
| ---------------------------- | ----------------------------- | ----------------------- | ---------- |
| капитан, майор               | Кравченко Анатолий Степанович | 15.08.1941 — 03.1942    | ранен      |
| майор                        | Плотников Владимир Михайлович | 04.1942 — 06.07.1943    |            |
| капитан, майор, подполковник | Данкевич Павел Борисович      | 06.07.1943 — 31.12.1945 |            |

| Як-9 | Як-9УМ | Як-9 |

## В составе соединений и объединений
| Период        | Фронт (округ)                                   | армия                | корпус                                   | дивизия                                       | примечание                                        |
| ------------- | ----------------------------------------------- | -------------------- | ---------------------------------------- | --------------------------------------------- | ------------------------------------------------- |
| 15.08.1941 г. | Закавказский военный округ                      | ВВС округа           |                                          |                                               | получил наименование 347-й иап                    |
| 25.08.1941 г. | Закавказский фронт                              | 47-я армия           | ВВС 47-й армии                           |                                               | Операция в Иране, И-153                           |
| 10.09.1941 г. | Закавказский фронт                              | ВВС фронта           |                                          |                                               | И-153                                             |
| 25.11.1941 г. | Закавказский фронт                              | ВВС фронта           |                                          |                                               | в составе имел 28 самолётов И-153                 |
| 09.12.1941 г. | Крымский фронт                                  | ВВС фронта           |                                          | 27-я истребительная авиационная дивизия       | И-153                                             |
| 22.04.1942 г. | Крымский фронт                                  | ВВС фронта           | Группа истребительной авиации ПВО фронта |                                               | И-153                                             |
| 18.05.1942 г. | Северо-Кавказский фронт                         | ВВС фронта           |                                          | 16-я ударная авиационная группа               | Принял 6 самолётов И-153 от 743-го иап            |
| 07.06.1942 г. | Северо-Кавказский фронт                         | 5-я воздушная армия  |                                          | 236-я истребительная авиационная дивизия      | И-153                                             |
| 20.07.1942 г. | Северо-Кавказский фронт                         | 5-я воздушная армия  |                                          | 237-я истребительная авиационная дивизия      | И-153                                             |
| 10.08.1942 г. | Северо-Кавказский фронт                         | 5-я воздушная армия  |                                          | 237-я истребительная авиационная дивизия      | Варениковская Краснодарского края, переформирован |
| 14.08.1942 г. | Северо-Кавказский фронт                         | 5-я воздушная армия  |                                          | 237-я истребительная авиационная дивизия      | убыл в тыл                                        |
| 15.08.1942 г. | Закавказский военный округ                      | ВВС округа           |                                          | 26-й запасной истребительный авиационный полк | ст. Сандары Грузинской ССР, доукомплектован       |
| 16.11.1942 г. | Приволжский военный округ                       | ВВС округа           |                                          | 13-й запасной истребительный авиационный полк | Кузнецк                                           |
| 06.01.1943 г. | Сибирский военный округ                         | ВВС округа           |                                          | 20-й запасной истребительный авиационный полк | Толмачево, Як-9                                   |
| 15.04.1943 г. | Резерв Верховного Главнокомандования            |                      |                                          | 273-я истребительная авиационная дивизия      | Як-9                                              |
| 08.05.1943 г. | Центральный фронт                               | 16-я воздушная армия | 6-й истребительный авиационный корпус    | 273-я истребительная авиационная дивизия      | Як-9                                              |
| 20.10.1943 г. | Белорусский фронт                               | 16-я воздушная армия | 6-й истребительный авиационный корпус    | 273-я истребительная авиационная дивизия      | Як-9                                              |
| 16.01.1944 г. | Резерв Верховного Главнокомандования            |                      |                                          | 273-я истребительная авиационная дивизия      | Як-9                                              |
| 14.02.1944 г. | Резерв Верховного Главнокомандования            |                      |                                          | 193-я истребительная авиационная дивизия      | Волчанск, Як-9Т, Як-9Д                            |
| 30.05.1944 г. | Резерв Верховного Главнокомандования            |                      | 13-й истребительный авиационный корпус   | 193-я истребительная авиационная дивизия      | Волчанск, Як-9Т, Як-9Д                            |
| 07.07.1944 г. | 1-й Белорусский фронт                           | 6-я воздушная армия  | 13-й истребительный авиационный корпус   | 193-я истребительная авиационная дивизия      | Як-9Т, Як-9Д                                      |
| 08.09.1944 г. | Резерв Верховного Главнокомандования            |                      | 13-й истребительный авиационный корпус   | 193-я истребительная авиационная дивизия      | Як-9Т, Як-9Д, Як-9У                               |
| 25.11.1944 г. | 1-й Белорусский фронт                           | 16-я воздушная армия | 13-й истребительный авиационный корпус   | 193-я истребительная авиационная дивизия      | Як-9Т, Як-9Д, Як-9У                               |
| 09.05.1945 г. | 1-й Белорусский фронт                           | 16-я воздушная армия | 13-й истребительный авиационный корпус   | 193-я истребительная авиационная дивизия      | Як-9Т, Як-9Д, Як-9У                               |
| 10.06.1945 г. | Группа советских оккупационных войск в Германии | 16-я воздушная армия | 13-й истребительный авиационный корпус   | 193-я истребительная авиационная дивизия      | Як-9Т, Як-9Д, Як-9У                               |
| 12.12.1945 г. | Группа советских оккупационных войск в Германии | 16-я воздушная армия | 3-й истребительный авиационный корпус    | 265-я истребительная авиационная дивизия      | Як-9Т, Як-9Д, Як-9У                               |
| 08.03.1948 г. | Группа советских оккупационных войск в Германии | 16-я воздушная армия | 3-й истребительный авиационный корпус    | 265-я истребительная авиационная дивизия      | Як-9П                                             |
| 20.02.1949 г. | Группа советских оккупационных войск в Германии | 24-я воздушная армия | 71-й истребительный авиационный корпус   | 175-я истребительная авиационная дивизия      | Як-9П                                             |
| 29.05.1949 г. | Приволжский военный округ                       | ВВС округа           |                                          | УТЦ                                           | Сейма, переучивание на МиГ-15                     |
| 04.07.1949 г. | Группа советских оккупационных войск в Германии | 24-я воздушная армия | 71-й истребительный авиационный корпус   | 175-я истребительная авиационная дивизия      | МиГ-15                                            |
| 17.10.1951 г. | Белорусский военный округ                       | 26-я воздушная армия | 58-й истребительный авиационный корпус   | 175-я истребительная авиационная дивизия      | МиГ-15, аэродром Кобрин                           |
| 08.12.1952 г. | Прибалтийский военный округ                     | 30-я воздушная армия |                                          | 175-я истребительная авиационная дивизия      | МиГ-15, аэродром Кармелава                        |
| 01.05.1953 г. | Прибалтийский военный округ                     | 30-я воздушная армия |                                          | 175-я истребительная авиационная дивизия      | МиГ-17                                            |
| 30.08.1960 г. | Прибалтийский военный округ                     | 30-я воздушная армия |                                          | 175-я истребительная авиационная дивизия      | МиГ-17, расформирован                             |

## Участие в сражениях и битвах
Великая Отечественная война (1941—1945):
- Ввод войск в Иран — с 25 августа 1941 года по 10 сентября 1941 года
- Керченско-Феодосийская десантная операция — с 25 декабря 1941 года по 2 января 1942 года
- Оборона Севастополя — с 28 января 1942 года по 15 апреля 1942 года.
- Армавиро-Майкопская операция — с 6 августа 1942 года по 14 августа 1942 года.
- Курская оборонительная операция — с 5 июля 1943 года по 12 июля 1943 года.
- Орловская операция «Кутузов» — с 12 июля 1943 года по 18 августа 1943 года.
- Черниговско-Припятская операция — с 26 августа 1943 года по 30 сентября 1943 года.
- Белорусская операция «Багратион» — с 7 июля 1944 года по 29 августа 1944 года.
- Люблин-Брестская операция — с 18 июля 1944 года по 2 августа 1944 года.
- Висло-Одерская операция — с 12 января 1945 года по 3 февраля 1945 года.
- Варшавско-Познанская операция — с 14 января 1945 года по 3 февраля 1945 года.
- Восточно-Померанская операция — с марта 1945 года по 20 марта 1945 года.
- Берлинская операция — с 16 апреля 1945 года по 8 мая 1945 года.

## Первая победа полка в воздушном бою
Первая известная воздушная победа полка в Отечественной войне одержана 16 января 1942 года: младший лейтенант Бабичев В. В. в воздушном бою в районе посёлка Чурбаш сбил немецкий бомбардировщик Ju-88.

## Почётные наименования
- 347-му Краснознамённому истребительному авиационному полку за отличие в боях за овладение городом Радом присвоено почётное наименование «Радомский»[5]

## Награды
| МиГ-17 | МиГ-15 | МиГ-17 |

347-й истребительный авиационный полк за образцовое выполнение боевых заданий командования на фронте борьбы с немецкими захватчиками и проявленные при этом доблесть и мужество Указом Президиума Верховного Совета СССР от 2 августа 1944 года награждён орденом «Боевого Красного Знамени»

## Благодарности Верховного Главнокомандования
За проявленные образцы мужества и героизма Верховным Главнокомандующим лётчикам полка в составе 193-й иад объявлены благодарности:
- За овладение городом и крепостью Демблин[6]
- За овладение городом Радом[7]
- За овладение городами Лодзь, Кутно, Томашув (Томашов), Гостынин и Ленчица[8]
- За овладение городом Калиш[9]
- За овладение городами Бервальде, Темпельбург, Фалькенбург, Драмбург, Вангерин, Лабес, Фрайенвальде, Шифелъбайн, Регенвальде и Керлин[10]
- За овладение городами Штаргард, Наугард, Польцин[11]

## Отличившиеся воины
- Оганесов Вазген Михайлович, старший лейтенант, заместитель командира эскадрильи 347-го истребительного авиационного полка 193-й истребительной авиационной дивизии 13-го истребительного авиационного корпуса 16-й воздушной армии 15 мая 1946 года удостоен звания Герой Советского Союза. Золотая Звезда № 7019
- Рыжий Леонид Кириллович, капитан, командир эскадрильи 347-го истребительного авиационного полка 193-й истребительной авиационной дивизии 13-го истребительного авиационного корпуса 16-й воздушной армии 15 мая 1946 года удостоен звания Герой Советского Союза. Золотая Звезда № 9024

## Статистика боевых действий
Всего за годы Великой Отечественной войны полком:
| Выполнено боевых вылетов | Сбито самолётов в воздухе | Уничтожено самолётов всего |
| ------------------------ | ------------------------- | -------------------------- |
| 7506                     | 262                       | 268                        |

Свои потери:
| Потеряно самолётов, всего | Погибло лётчиков всего |
| ------------------------- | ---------------------- |
| 77                        | 44                     |

## Самолёты на вооружении
| Период      | Самолёты    |
| ----------- | ----------- |
| 1941 — 1943 | И-153       |
| 1943 — 1948 | Як-9Т, Д, У |
| 1948 — 1949 | Як-9П       |
| 1949 — 1953 | МиГ-15      |
| 1953 — 1960 | МиГ-17      |

## Базирование
| Период               | Аэродромы                    |
| -------------------- | ---------------------------- |
| 07.1941 — 09.1941    | Зугдиди, Грузия              |
| 06.1945 — 01.1946    | Альтенбург, Германия         |
| 01.1946 — 08.1949    | Бранденбург, Германия        |
| 08.1949 — 10.1951    | Фино (Эберсвальде), Германия |
| 10.1951 — 12.1952    | Лида, Белоруссия             |
| 08.12.1952 — 08.1960 | Кармелава, Литва             |